# 前川淳 (折り紙)
前川 淳（まえかわ じゅん、1958年 - ）は、日本のソフトウェアエンジニア、実業家、折り紙作家・研究者。日本折紙学会評議員を務める。

## 人物・活動
東京都で生まれ、東京都立大学理学部物理学科を卒業した。有限会社マエカワ社長。
1983年に『ビバ! おりがみ』をサンリオから、同じく折り紙作家である笠原邦彦の編輯で発表した。この本は多くの折紙作家に影響を与えた。
前川は紙を折る前に展開図から折り方を設計する技法を考案しており、その技法を用いた代表作である『悪魔』は、折紙界の記念碑とも呼ばれる。『悪魔』は、1980年の『日経サイエンス』別冊附録に初めて掲載された、前川の折り紙作家としてのデビュー作でもある。
2007年に『本格折り紙 入門から上級まで』ISBN 9784817081278 を発表。そのタイトルにあるとおり、難易度に合わせ、初心者からマニアまで幅広い層の愛好家が楽しめる内容になっている。上記『悪魔』の分かりやすい折り図も掲載されている。

## 著書
- 『ビバ! おりがみ』笠原邦彦編、サンリオ、1983年 ISBN 4387891165
- 「平面から立体へ―折り紙による造形」『美の図学』日本図学会編、森北出版、1998年 ISBN 978-4-627-08111-6
- 「表裏同等折りの定義」『折り紙の数理と科学』トーマス・ハル編、川崎敏和監訳、森北出版、2004年 ISBN 978-4-627-01691-0
- 『本格折り紙 入門から上級まで』日貿出版、2007年 ISBN 9784817081278
- 『本格折紙√2』日貿出版、2009年 ISBN 978-4-8170-8150-6